# Ел-Камп-де-Мірра
Ел-Камп-де-Мірра, Кампо-де-Мірра (валенс. El Camp de Mirra, ісп. Campo de Mirra, офіційна назва El Camp de Mirra/Campo de Mirra) — муніципалітет в Іспанії, у складі автономної спільноти Валенсія, у провінції Аліканте. Населення — 433 особи (2022).

## Географія
Муніципалітет розташований на відстані близько 320 км на південний схід від Мадрида, 46 км на північний захід від Аліканте.

## Демографія
Динаміка населення (INE ):

## Галерея зображень

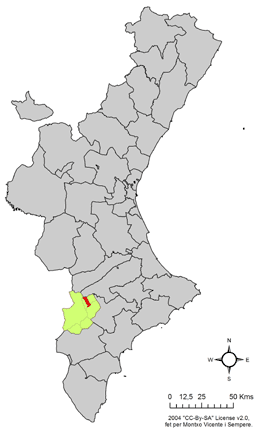
Розташування муніципалітету Ел-Камп-де-Мірра у автономній спільноті Валенсія
- Розташування муніципалітету Ел-Камп-де-Мірра у комарці Альто-Віналопо